# Premio Miguel Moya
El Premio Miguel Moya es un premio de periodismo que concede la Asociación de la Prensa de Madrid. Creado en 2004, haciendo honor con su nombre a Miguel Moya Ojanguren (fundador y primer presidente de la APM), se concede como reconocimiento a una labor amplia y destacada dentro del campo periodístico realizada por una persona no específicamente periodista. Este premio dejó de concederse en el año 2013.

## Premiados
2011
- Fundación del Español Urgente (en la persona de José Manuel Blecua Perdices)[1]

2010
- Rafael de Mendizábal Allende

2009
- José Ángel Ezcurra

2008
- Alejandro Echevarría Busquet

2007
- Javier Godó

2006
- Jesús de Polanco

2005
- Santiago Rey Fernández-Latorre

2004
- José María Bergareche